# قلعه سیاه تپه
بقایای قلعه سیاه تپه مربوط به سده‌های اولیه دوران‌های تاریخی پس از اسلام است و در شهرستان گرمسار، بخش ایوانکی، دهستان ایوانکی، ۲۱ کیلومتری جاده آسفالته ایوانکی، به جنوب و جنوب غرب روستای شور قاضی، واقع شده و این اثر در تاریخ ۲۶ اسفند ۱۳۸۷ با شمارهٔ ثبت ۲۶۰۵۱ به‌عنوان یکی از آثار ملی ایران به ثبت رسیده است.